# Cyrtopodium hatschbachii
Cyrtopodium hatschbachii är en orkidéart som beskrevs av Guido Frederico João Pabst. Cyrtopodium hatschbachii ingår i släktet Cyrtopodium, och familjen orkidéer. Inga underarter finns listade i Catalogue of Life.

## Bildgalleri

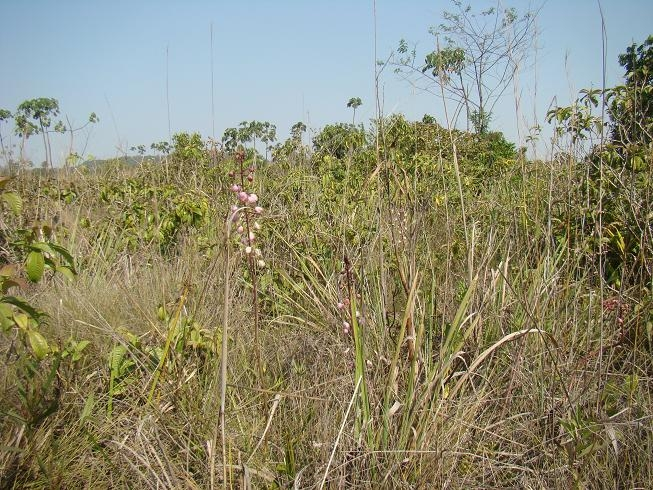
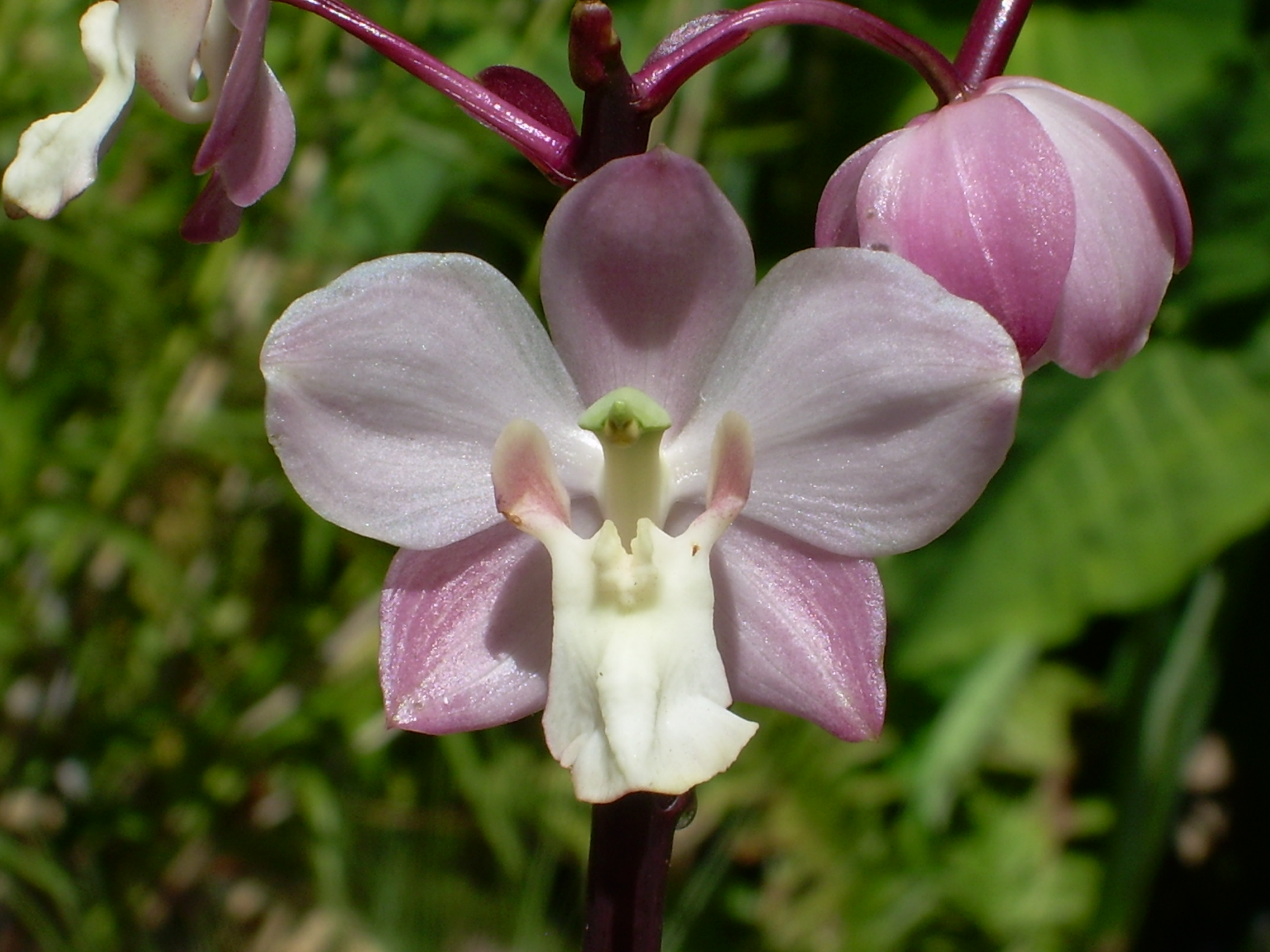